# Adriana Zartl

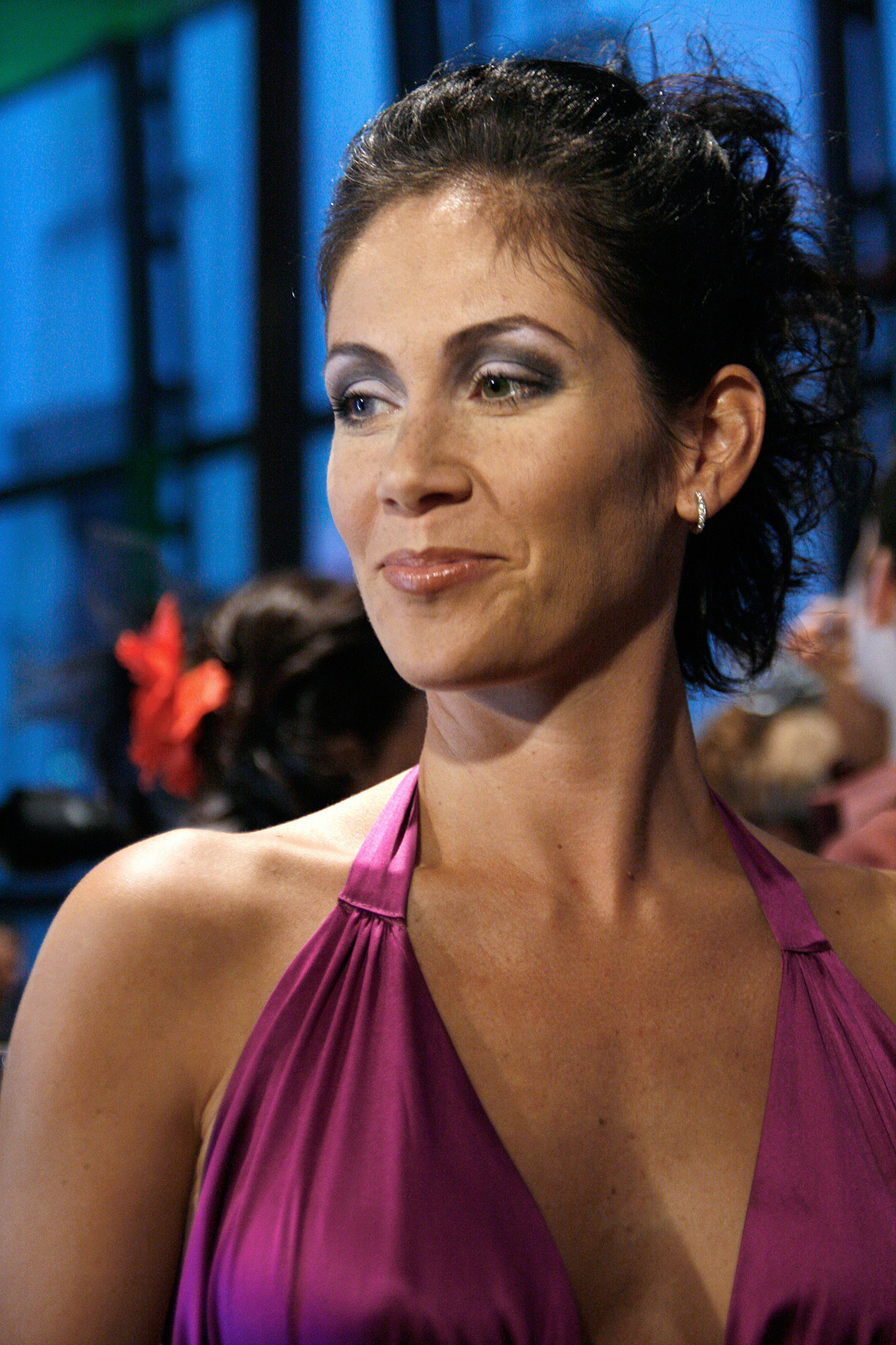
Adriana Zartl bei Dancer Against Cancer (2010)

Adriana Zartl, verehelichte Adriana Stich-Zartl (* 14. September 1975 in Lugano, Schweiz), ist eine österreichische Fernsehmoderatorin, Schauspielerin und Tänzerin.

## Leben und Wirken
Anfangs aufgewachsen in Hongkong und Australien, lebt sie seit ihrem achten Lebensjahr in Wien. Hier besuchte sie die Ballettschule an der Wiener Staatsoper und wurde im Alter von 14 Mitglied des Fernsehballetts des ORF. Nach dem Abschluss der Ballettschule mit 17 Jahren begann sie eine Ausbildung in der Schauspielschule Krauss. Sie war ebenfalls Mitglied des Stadlballetts des Musikantenstadl.
Als erste Engagements folgten fünf Jahre lang die Co-Moderation der ORF-Show Oh, du mein Österreich, danach unter anderem der Sendungen Teleclubbing, Labyrinth, Spot Shots, und der Sporthilfe-Gala. Im deutschen Fernsehen moderierte sie von 2001 bis 2003 auf ProSieben den Wetterbericht und war 2005–2006 Teil des Teams der RTL Comedy Nacht (RTL Samstag Nacht). Sie war auch Anruf-Animateurin in Call-In-Shows beim Sender Neun Live. Im österreichischen Privatfernsehen war sie unter anderem als Moderatorin von Lifestyle Austria (Sat.1 Österreich) und der VIP Lounge (Puls 4) zu sehen. Seit 2011 gehört sie zum Moderatorinnenteam der mittäglichen TV-Talkshow 4 für Sie (Puls 4). Filmrollen spielte sie in dem Kurzfilm Bestia Lobulus (2005) und der Sitcom Novotny & Maroudi – Zahngötter in Weiß (2005).

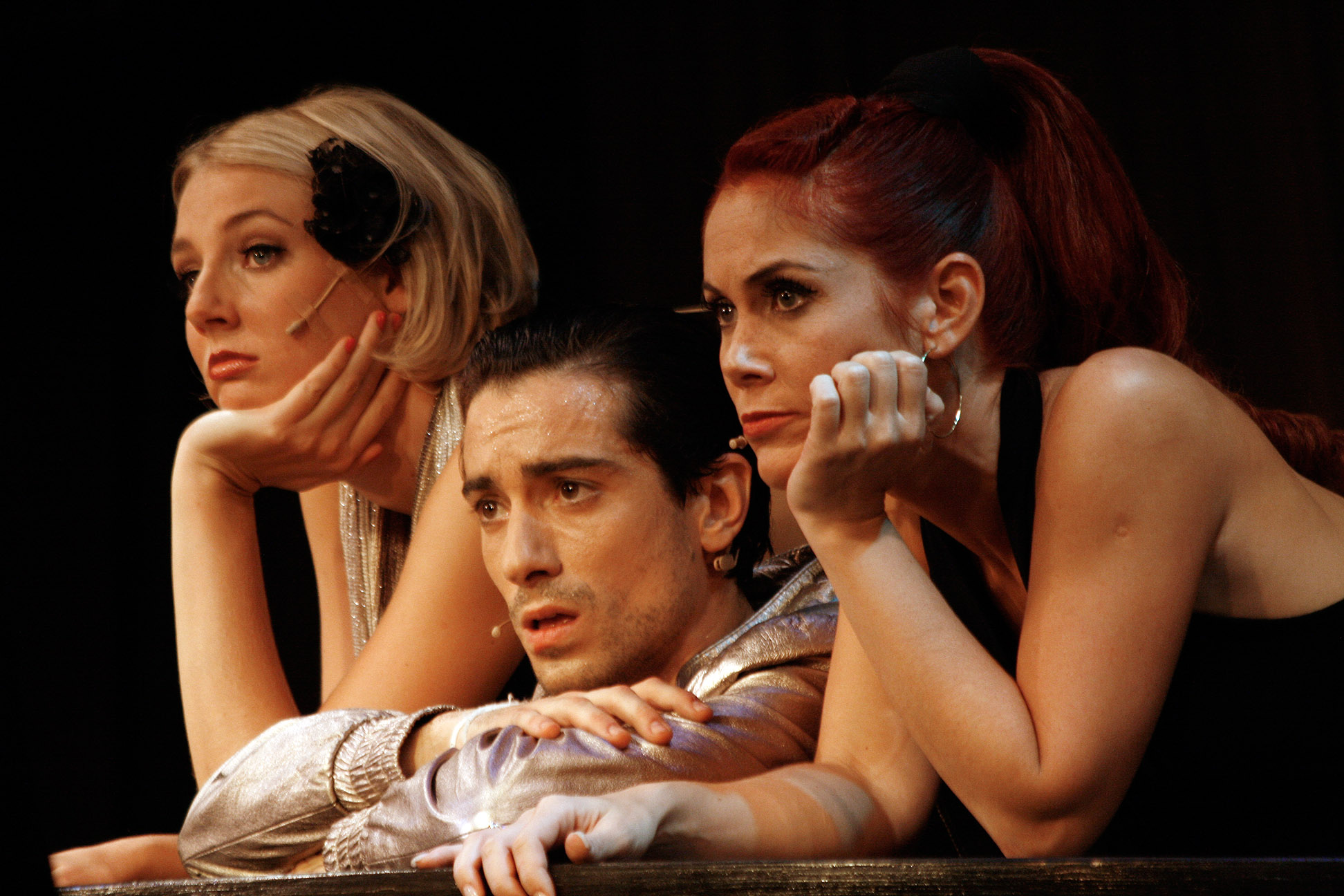
Zartl (r.) mit Bettina Mönch und Stefano Bernardin im Musical Ti Amo (Wiener Metropol, 2009)

Neben ihrer Tätigkeit im Fernsehen stand Zartl als Schauspielerin, Sängerin und Tänzerin auch immer wieder im Theater („Sex, Drugs and Rock'n'Roll“, „Sofa Surfers“, „Schluß mit Andree“) und in Musicals („Drei von der Tankstelle“, „FAME“, „Broadway Can Bounce“, „Ti amo“, „Joe & Julie“, Gast im Liederabend-Programm „Nina Proll singt“, Antoinette Hechingen im ″Schwierigen″) auf der Bühne.
Zartl war von 2008 bis 2012 auch Inhaberin der „Hudri Bar“ in Wien-Hietzing.